# Alice Haskins
Pour les articles homonymes, voir Haskins.
Alice Crane Haskins Swingle, née le 24 avril 1880 à Acton et morte le 16 octobre 1971 à Santa Clara, est une botaniste américaine.

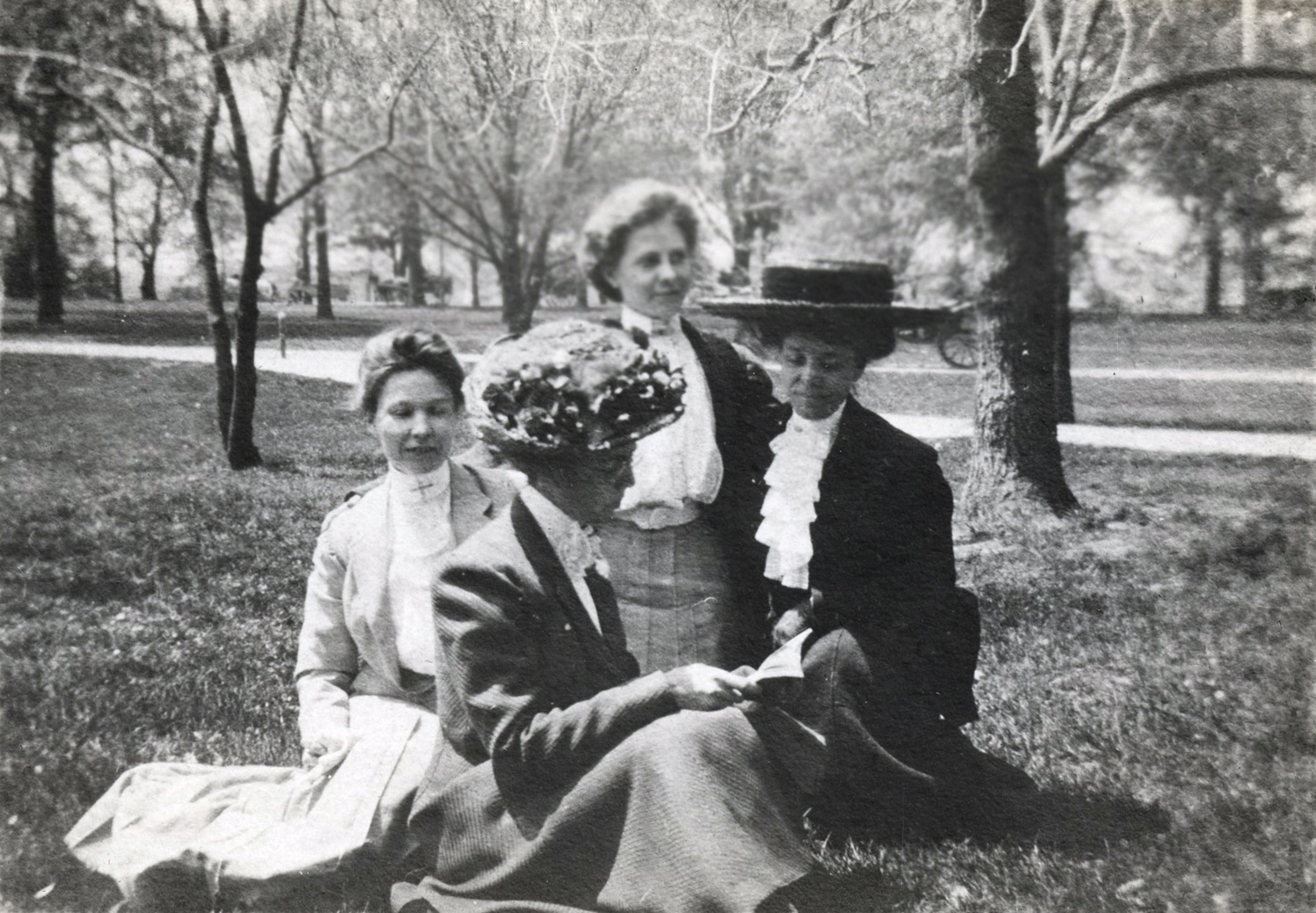
(de gauche à droite) Probablement Alice Haskins, Lucia McCulloch, Clara H. Hasse et Mary K. Berger

## Biographie
Alice Haskins naît le 24 avril 1880 à Acton, dans le Massachusetts. Elle est la fille d'Helen A. Crane et de John R. Haskins. Après avoir obtenu une licence au Smith College en 1903, elle travaille comme assistante de recherche au laboratoire de pathologie végétale du ministère de l'Agriculture des États-Unis de 1903 à 1906.[réf. souhaitée]
Erwin Frink Smith, phytopathologiste en chef du ministère américain de l'Agriculture, employait régulièrement des femmes botanistes au sein du Bureau of Plant Industry pour étudier les maladies des plantes. Alice Haskins faisait partie de ce groupe, qui comprenait Nellie A. Brown, Clara H. Hasse, Florence Hedges, Agnes J. Quirk, Della Watkins et Mary K. Bryan, et travaillait sur des problèmes agricoles tels que la galle du collet, les chancres des agrumes et la brûlure du maïs et des châtaignes.
En 1906, elle épouse Deane Bret Swingle, un collègue botaniste du laboratoire, puis s'installe à Bozeman, dans le Montana, où son mari est nommé professeur de botanique et de bactériologie au Montana State College of Agriculture,. Elle co-écrit avec lui en 1928 A Textbook of Systematic Botany.
Alice Haskins meurt le 16 octobre 1971, à Santa Clara, en Californie.